# 조진만 (학원인)
조진만(趙眞晩, 1969년 11월 1일 ~ 2001년 9월 17일)은 대한민국의 국어 강사이다.
서울특별시 출신으로 한양대학교 국어국문학과를 졸업하였다.
1994년 논술조교로 학원가에 들어갔으며, 1996학년도 대학입시에서 서울의 주요 4개 대학 논술문제 6개를 적중시켜 화제가 되었다. 졸업 후 1997년부터 4대 PC통신망에서 개성 있는 논술 공개강좌를 펼쳐 1999년 대한민국 교육분야 신지식인으로 선정이 되었다.
2000년 9월에 메가스터디 부사장으로 취임하였으며, 논술 및 국어 강의를 하던 중, 2001년 9월 17일, 과로와 폐렴으로 타계했다.